# Товушки рејон
Товушки рејон (азер. Tovuz rayonu), једна је од 78 административно-територијалних јединица Азербејџана. Налази се у западном делу земље, у пределу познатом као Ганџа-Казашки регион. Административни центар рејона се налази у граду Товуз. 
Товушки рејон обухвата површину од 1.900 km² и има 160.700 становника (подаци из 2011). 
Административно, рејон се даље дели у 62 мање општине.